# Reinhard Oehme
Reinhard Oehme (Wiesbaden, 26 de janeiro de 1928 — Hyde Park (Chicago), entre 29 de setembro e 4 de outubro de 2010) foi um físico alemão naturalizado estadunidense.